# يتسحاق نسيم

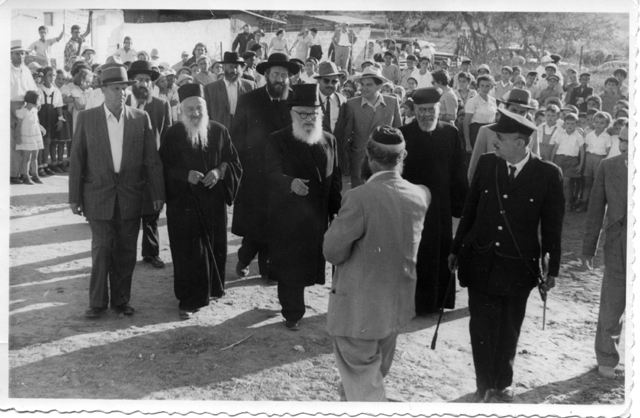
زيارة إلى عسقلان من قبل الحاخام ريشون ليزيون يتسحاق نسيم والحاخام الأكبر الأشكنازي إسحاق هاليفي هيرتسوغ (1955)

يتسحاق نسيم ( 9 أغسطس 1981) هو الحاخام الأكبر السيفاردي في إسرائيل. وُلد نسيم في بغداد وهاجر إلى فلسطين في عام 1925. درس تحت إشراف الحاخام صادق حسين.
في عام 1955، أصبح الحاخام الأكبر السيفاردي. كلفتة حسن نية، زار بعض المستوطنات التي كانت في ذلك الوقت تهيمن عليها أغلبية من يهود أشكناز والعلمانيين. وكان أيضًا مؤكدًا أن بني إسرائيل، الذين رفضهم بعض الحاخامات الآخرون كيهود، هم بالفعل يهود.
في عام 1964، زار بولس السادس إسرائيل لكنه رفض زيارة رؤساء الأديان الآخرين، مطالبًا بأن يزوروه هم أولاً. احتجاجًا على ذلك، قام نسيم بمقاطعة هذه الزيارة، مؤكدًا استعداده لزيارة البابا بشرط وجود مقابلة مماثلة إذا زار حاخام كبير روما.
كان والد موشيه نسيم ومير بنياحو.

## النشأة والتعليم
وُلد يتسحاق نسيم في بغداد عام 1896 لأسرة يهودية عراقية ذات مكانة اجتماعية. تلقى تعليمه الديني في العراق على يد كبار الحاخامات، ومن أبرزهم الحاخام صادق حسين، الذي أثر في تكوينه العلمي والروحي. برز نسيم في شبابه كعالم تلمود وباحث في الشريعة اليهودية (الهالاخاه).
الحاخام الأكبر للسفارديم
في عام 1955، تم انتخابه حاخامًا أكبر للسفارديم في إسرائيل خلفًا للحاخام بنصيون مئير حاي عوزيئيل. خلال فترة ولايته، أولى اهتمامًا كبيرًا لتقريب أبناء الجاليات اليهودية المختلفة، وخاصة القادمين الجدد من الدول العربية، وسعى للحفاظ على التراث الديني الشرقي.

## مواقفه السياسية والدينية
في عام 1964، رفض لقاء البابا بولس السادس خلال زيارته التاريخية للأراضي المقدسة، احتجاجًا على رفض البابا مقابلة ممثلي الديانات الأخرى قبل لقائه بالرئيس الإسرائيلي. عُرف نسيم بمواقفه الحازمة تجاه قضايا السيادة الدينية، ودفاعه عن مكانة الحاخامية الكبرى.

## وصلات خارجية
- الموقع التذكاري